# Parafia św. Jana Kantego w Malcu
Parafia Świętego Jana Kantego w Malcu – parafia rzymskokatolicka znajdująca się w Malcu. Należy do dekanatu Kęty diecezji bielsko-żywieckiej. Erygowana w 1991.